# Никополска ад Нестум архиепархия
 Тази статия е за титулярната епархия на Римокатолическата църква.  За историческата и епархията на Българската православна църква вижте Неврокопска епархия.  За епархията на Цариградската патриаршия вижте Зъхненска и Неврокопска епархия.
Никополската архиепархия (на латински: Archdioecesis Nicopolitana ad Nestum) е титулярна архиепископия на Римокатолическата църква с номинално седалище в град Никополис ад Нестум, чиито развалини днес са край Гоце Делчев (Неврокоп), България.
Титулярни архиепископи
| Име                     | Име                      | Управление                          | Забележка                                        | Години                              |
| ----------------------- | ------------------------ | ----------------------------------- | ------------------------------------------------ | ----------------------------------- |
| Джон Елън               | John Aelen               | 28 февруари 1928 – 11 февруари 1929 |                                                  | 24 декември 1854 – 11 февруари 1929 |
| Карло Конфалониери      | Carlo Confalonieri       | 22 февруари 1950 – 18 декември 1958 | в кардинал-свещеник на Сант Агнесе Фуори Ле Мура | 25 юли 1893 – 1 август 1986         |
| Емилио Тагле Коварубиас | Emilio Tagle Covarrubias | 12 март 1959 – 22 май 1961          | в архиепископ на Валпарайсо (лична титла)        | 19 август 1907 – 5 септември 1991   |
| Лорънс Джоузеф Шеън     | Lawrence Joseph Shehan   | 10 юли 1961 – 8 декември 1961       | в архиепископ на Балтимор                        | 18 март 1898 – 26 август 1984       |
| Джон Гордън             | John Gordon              | 10 февруари 1962 – 30 януари 1981   |                                                  | 25 юли 1912 – 30 януари 1981        |